# آدریان کاللو
آدریان کاللو (انگلیسی: Adrián Calello؛ زادهٔ ۱۴ مهٔ ۱۹۸۷) بازیکن فوتبال اهل آرژانتین است.
از باشگاه‌هایی که در آن بازی کرده‌است می‌توان به باشگاه اتلتیکو ایندپندینته، باشگاه فوتبال کیه‌وو ورونا، باشگاه فوتبال دینامو زاگرب، باشگاه فوتبال کاتانیا، و باشگاه فوتبال روبور سیه‌نا اشاره کرد.